# Alabama Shakes
Alabama Shakes là một ban nhạc blues rock Mỹ từng thắng giải Grammy được thành lập ở Athens, Alabama năm 2009. Các thành viên của nhóm gồm giọng ca chính và tay ghita Brittany Howard, tay ghita Heath Fogg, tay bass Zac Cockrell, người chơi keyboard Ben Tanner và tay trống Steve Johnson. Ban nhạc trở nên nổi tiếng vào cuối thập niên 2010 với âm thanh roots rock đặc biệt và có hồn của họ.
Ban nhạc bắt đầu sự nghiệp lưu diễn của nhóm, đồng thời biểu diễn tại các quán bar và câu lạc bộ xung quanh vùng Đông Nam trong hai năm khi đang mài dũa âm thanh của họ và viết nhạc. Nhóm tự mình thu âm album đầu tay Boys & Girls ở Nashville mà vẫn không ký tên. Sự hoan nghênh trực tiếp đã đưa ATO Records ký hợp đồng với ban nhạc, sau đó hãng phát hành Boys & Girls năm 2012 để tôn vinh. Trong album có một đĩa đơn hit "Hold On" và nhận được ba đề cử giải Grammy. Sau một chu kỳ lưu diễn dài, ban nhạc bắt đầu thu âm album phòng thu thứ hai Sound & Color. Album được phát hành năm 2015 và đã giành vị trí quán quân bảng xếp hạng Billboard 200.